# 韋斯特萊克 (喬治亞州)
韋斯特萊克（英語：Westlake）是位於美國喬治亞州特維格縣的一個鬼鎮。由於此地已於1925年被荒廢，本地已無人居住。

## 地理
韋斯特萊克的座標為32°29′21″N 83°29′01″W / 32.48917°N 83.48361°W，而該地的平均海拔高度為72米（即236英尺）。